# Divio
Divio était une agglomération gallo-romaine qui a donné naissance par la suite à la ville de Dijon (France).

## Toponymie
Le celtique ancien employait un thème *dëuo- « dieu, divin » à la fois dans des anthroponymes (noms de personnes et de dieux) et dans des toponymes (noms de cours d'eau et noms d'établissements). Dijon désigné sous le terme de Dibione au IIIe s., Castrum Divionense au VIe s. est un établissement qui s'est développé dans la plaine où coule le Suzon et signifierait ainsi « Lieu des eaux divines ».

## Localisation
Divio était un vicus — une agglomération secondaire romaine — situé au sud de la civitas des Lingons, peuple gaulois dont le chef-lieu était Andemantunnum, l'actuelle ville de Langres (Haute-Marne). Une voie romaine passait de l'axe sud-ouest au nord-est, venant de Bibracte puis d'Augustodunum l'actuelle ville d'Autun (Saône-et-Loire) vers Gray (Haute-Saône) et l'Alsace alors qu'une autre va du sud-est au nord-ouest, de l'Italie vers le bassin parisien. 
Divio fut fortifié au Bas-Empire, par une enceinte protégeant une petite superficie, de 10 hectares.

## Vestiges

### Nécropoles
Divio possédait trois nécropoles :
- l'une s'étendant le long de la voie Chalon-Langres, dans les quartiers actuels des Cours du Parc jusqu'à la rue de Gray ;
- la seconde, à l'ouest, sur les positions des édifices de la cathédrale Saint-Bénigne, de Saint-Philibert et de Saint-Jean. Cette dernière nécropole, en usage dès le IIe siècle, continua d'être utilisée comme cimetière jusqu'à Louis XVI[Note 1]. Des cultes indigènes étaient mêlés à ceux des Romains[Note 2] : des stèles votives dédiées à Epona et Sucellos furent retrouvées, aux côtés des figures officielles : Mercure, Junon, Hercule et Apollon. La découverte en 1598 d'une inscription grecque disparue depuis, semble attester qu'un culte était rendu à Mithra.

Une nécropole de plus de vingt tombes gallo-romaines (Ier siècle après J.-C.) a également été identifiée par les archéologues rue Turgot, non loin du centre-ville actuel. Elles contiennent des jeunes enfants, morts avant l’âge d’un an. Ceux-ci étaient inhumés dans des coffrages en pierre ou des cercueils en bois. Des offrandes sous forme de céramiques ou de monnaies se trouvaient à l’intérieur des sépultures.

### Le castrum

#### Une construction du Bas-Empire
Entre 270 et 275, sous la menace des invasions barbares, sous le Bas-Empire romain, l'empereur Aurélien fit construire ce castrum autour de la ville gallo-romaine de « Divio » (Dijon) (alors d'une superficie de 11 hectares) avec 1200 m de périmètre, 10 m de hauteur, 4,5 m d'épaisseur, 33 tours et 4 portes.

#### Vestiges du castrum
Les vestiges du castrum se composent de :
- Les ruines de la « tour de la Vicomté » ou « Tour du Petit Saint-Bénigne », aménagée en chapelle au Moyen Âge dans les cours des n°11 et 15 de la rue Charrue, classée aux monuments historiques depuis le 26 juillet 1922.
- Quelques vestiges retrouvés parfois incrustés dans les murs et dans les jardins particuliers comme au 7 de la rue Hernoux, au 40 rue Amiral-Roussin, au palais des ducs de Bourgogne et au musée Rude de l'église Saint-Étienne de Dijon, côté rue Philippe Pot.